# Пхисадеч Рачани
Пхисадеч Рачани (тайск. พิศเดชราชนี; 20 января 1922, Бангкок — 23 июля 2022, Бангкок) — член королевской семьи Таиланда и государственный деятель.

## Биография

### Происхождение и образование
Принц Пхисадеч Рачани родился 20 января 1922 года в Бангкоке в семье принца Рачани Чамчараса и его супруги, принцессы Барабималабанны Вораван.
Принц получил образование в Великобритании, где окончил Кембриджский университет.

### Вторая мировая война
Во время Второй мировой войны принц присоединился к британской армии, где служил сначала в качестве солдата, а затем перешёл в разведку. Во время войны принц поддерживал связь с британскими союзниками и тайскими подпольщиками, чтобы участвовать в борьбе против японской армии, которая оккупировала Таиланд.

### Государственная деятельность
После окончания войны вернулся на родину, где сблизился со своим дальним родственником королём Рамой IX, близким другом которого оставался до конца его жизни. В 1960-х годах он сопровождал короля во время его поездок в отдалённые горные районы страны, где местные жители выращивали опиум, что, в отличие от сельского хозяйства, приносило им доход.
Король и принц убедили местных жителей в необходимости выращивать сельскохозяйственные культуры, в том числе и плодовые деревья, хотя при этом выращивание опиума сократилось.

### Личная жизнь
Увлекался фотографией и конным спортом, был автором воспоминаний.

### Смерть
Скончался 23 июля 2022 года на 101-м году жизни, на момент смерти он был живым старейшим по возрасту членом династии Чакри, но и старейшим представителем среди всех монархических домов мира.